# Посохин, Георгий Николаевич
Георгий Николаевич Посохин — советский хозяйственный, государственный и политический деятель.

## Биография
Родился в 1922 году в Зубцове. Член КПСС.
Участник Великой Отечественной войны. С 1949 года — на хозяйственной, общественной и политической работе. В 1949—1993 гг. — инженер, инженер-конструктор, начальник цеха, заместитель главного конструктора, главный конструктор, директор Центрального научно-исследовательского института автоматики и гидравлики. 
Создал рулевые гидроприводы баллистических ракет комплексов «Темп-С», «Пионер», «Точка». 
Лауреат Государственной премии СССР. 
Делегат XXV съезда КПСС.
Умер в Москве в 1993 году.